# 中野洋
中野 洋（なかの ひろし、1940年2月12日 - 2010年3月4日）は、日本の労働運動家、元国鉄千葉動力車労働組合委員長。

## 略歴
1940年2月12日生まれ。
1959年に日本国有鉄道に入社する。1963年、国鉄動力車労働組合（動労）千葉地方本部青年部長になる。1965年、千葉県反戦青年委員会議長となる。1969年動労千葉地本千葉支部支部長になる。
1972年3月28日、船橋駅構内追突事故が起こり、国鉄当局は運転士の個人責任としたが、原因は信号の停電と過密ダイヤであるとして国鉄当局の責任追及と安全運転確保を求めた船橋事故闘争を展開し、頭角を現す。1973年9月、動労千葉地方本部書記長となる。
1977年12月から翌1978年にかけて、パイプラインの代替として鉄道を用いて新東京国際空港（現・成田国際空港）への航空燃料を輸送した、いわゆる暫定輸送に対抗して、ジェット燃料貨車輸送阻止・100日間闘争を担った。（→成田空港問題）
1979年3月30日、動労より分離した「国鉄千葉動力車労働組合」（動労千葉）の結成に参加し自ら書記長となるが、1979年12月、春闘ストライキを理由に、国鉄を解雇となる。
1983年10月、動労千葉委員長になる。1985年2月より、国鉄分割民営化阻止闘争を担う。1989年、全国労組交流センターを設立、自ら代表となる。
2001年10月、動労千葉委員長を引退する。その後も「動労千葉」の顧問として活動する。
2010年3月4日、肝管癌で死去する。70歳であった。

## 人物
国鉄およびJRの労働運動を担ってきた人物である。1970年ごろより、三里塚闘争を行っていた三里塚芝山連合空港反対同盟を国鉄労働運動から支援して、ジェット燃料輸送阻止闘争を展開した。「動労千葉」の「動労」からの分裂結成にも、関わる。1985年ごろより、国鉄分割民営化阻止闘争を手がける。
人脈的には、「日本労働組合総連合会」結成に批判的な、日本労働運動左派とのつながりが強かった。また、「動労」の革マル派系活動家との対決から、中核派の機関紙や文献で友好的人物として登場した。中核派の副議長としているサイトもあり、革マル派や関西派などの中核派（中核派中央派）に対する蔑称のひとつである「中野一派」（または「安田一派」）は、中野の名（または筆名の安田）に由来する。

## 著書
- 甦る労働組合　社会批評社　1996年3月　ISBN 978-4916117120
- 新版 甦る労働組合　編集工房 朔　2008年10月　ISBN 978-4434125539

共著
- 大失業時代の労働運動―労働組合の再生と復権　岩井章　社会批評社　1996年3月　ISBN 978-4916117090